# La Follette (Tennessee)
Pour les articles homonymes, voir La Follette.
La Follette (ou LaFollette) est une municipalité américaine située dans le comté de Campbell au Tennessee. Lors du recensement de 2010, sa population est de 7 456 habitants.

## Géographie
Selon le Bureau du recensement des États-Unis, la municipalité s'étend en 2010 sur une superficie de 4,91 milles carrés (12,72 km2).

## Histoire
La ville est fondée dans les années 1890 par les frères Harvey et Grant LaFollette, qui y créent la LaFollette Coal, Iron and Railway Company. Elle devient une municipalité en 1897. Grâce à son industrie, La Follette passe de 300 habitants en 1900 à plus de 3 000 vingt ans plus tard ; elle devient la plus grande ville du comté.

## Démographie
La population de La Follette est estimée à 6 971 habitants au 1er juillet 2016.
Le revenu par habitant était en moyenne de 15 734 dollars par an entre 2012 et 2016, largement inférieur à la moyenne du Tennessee (26 019 dollars) et à la moyenne nationale (29 829 dollars). Sur cette même période, 27,8 % des habitants de La Follette vivaient sous le seuil de pauvreté (contre 15,8 % dans l'État et 12,7 % à l'échelle des États-Unis).